# علی‌اکبر سیف افشار
علی‌اکبر خان سیف‌السلطنه (۱۲۶۲–۱۳۴۸) که نام خانوادگی سیف افشار برگزید، از مالکان و خوانین بزرگ ایران، نظامی دوره قاجار و پهلوی و نماینده مجلس سنا بود.
پدرش محمدحسین خان سردارکل بود. در دارالفنون و مدرسه نظام تحصیل کرد و وارد قزاقخانه شد. تا درجات امیرتومانی و سرداری پیش رفت و مدتی فرماندهی قوای آذربایجان و تهران و خراسان را عهده‌دار بود. پس از کودتای سوم اسفند ۱۲۹۹ و تشکیل ارتش متحدالشکل درجه سرتیپی گرفت و به عضویت شورای عالی نظام منصوب شد. مدتی هم رئیس تدارکات ارتش بود.
پس از کودتای ۲۸ مرداد ۱۳۳۲ از سر دوستی و نزدیکی با سپهبد زاهدی، ابتدا به استانداری گیلان و سپس خراسان رسید. سرانجام وارد مجلس سنا شد و تا پایان عمر عضو این مجلس بود.
پسرش امیرخسرو افشار قاسملو به سفارت و وزارت امورخارجه رسید.